# Madame exagère
Pour plus de détails, voir Fiche technique et Distribution.
Madame exagère (Are Husbands Necessary?) est un film américain réalisé par Norman Taurog, sorti en 1942.

## Synopsis
Mariée depuis deux ans et femme au foyer, Mary Elizabeth  Cugat est une épouse charmante, mais insouciante. Fâchée avec l'arithmétique, elle est incapable de gérer le budget familial. Pour faire face aux innombrables factures impayées du ménage, elle a une solution radicale : elle va trouver le banquier qui emploie son mari George afin que celui-ci devienne le premier vice-président de la banque. Par ailleurs, Mary Elizabeth déplore de ne pas avoir d'enfant, car elle pense que cela consoliderait son union avec George, resté très proche de son amie d'enfance Myra Ponsonby. Mais là encore, Mary Elizabeth a une solution radicale : elle veut adopter un enfant dans les quarante-huit heures...

## Fiche technique
- Titre français : Madame exagère
- Titre original : Are Husbands Necessary?
- Réalisation : Norman Taurog
- Scénario : Frank Davis et Tess Slesinger d'après le roman Mr. and Mrs. Cugat : the record of a happy marriage, publié en 1940 par Isabel Scott Rorick.
- Costumes : Edith Head
- Photographie : Charles Lang
- Montage : LeRoy Stone
- Musique : Robert Emmett Dolan
- producteur : Fred Kohlmar
- Société de distribution : Paramount Pictures
- Pays d'origine : États-Unis
- Format : Noir et blanc - 1,37:1 - Mono
- Genre : Comédie
- Durée : 79 min
- États-Unis : Date de sortie : 1942
- France : 8 février 1950

## Distribution
- Ray Milland : George Cugat
- Betty Field : Mary Elizabeth Cugat
- Patricia Morison : Myra Ponsonby
- Eugene Pallette : Bunker
- Charles Dingle : Duncan Atterbury
- Leif Erickson : Bill Stone
- Elisabeth Risdon : Mme Westwood
- Richard Haydn : Chuck
- Kathleen Lockhart : Laura Atterbury
- Cecil Kellaway : Dr Buell
- Anne Revere : Anna
- Charles Lane : M. Brooks
- Olive Blakeney : Mlle Bumstead
- Cecil Cunningham : Mlle Jenkins
- Clinton Rosemond : Enos